# Néko Harbor

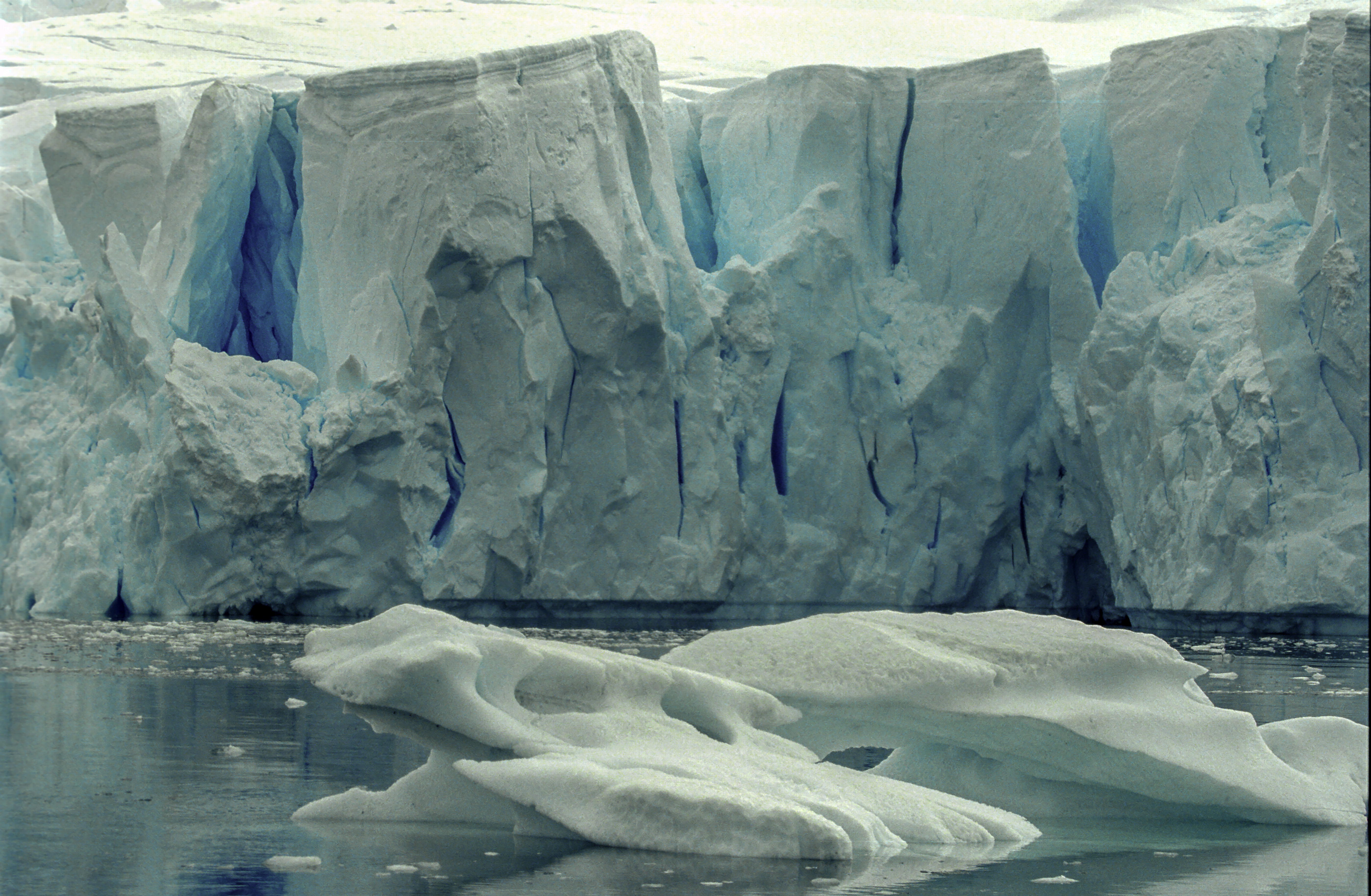
Glacier de Néko Harbor, Antarctique

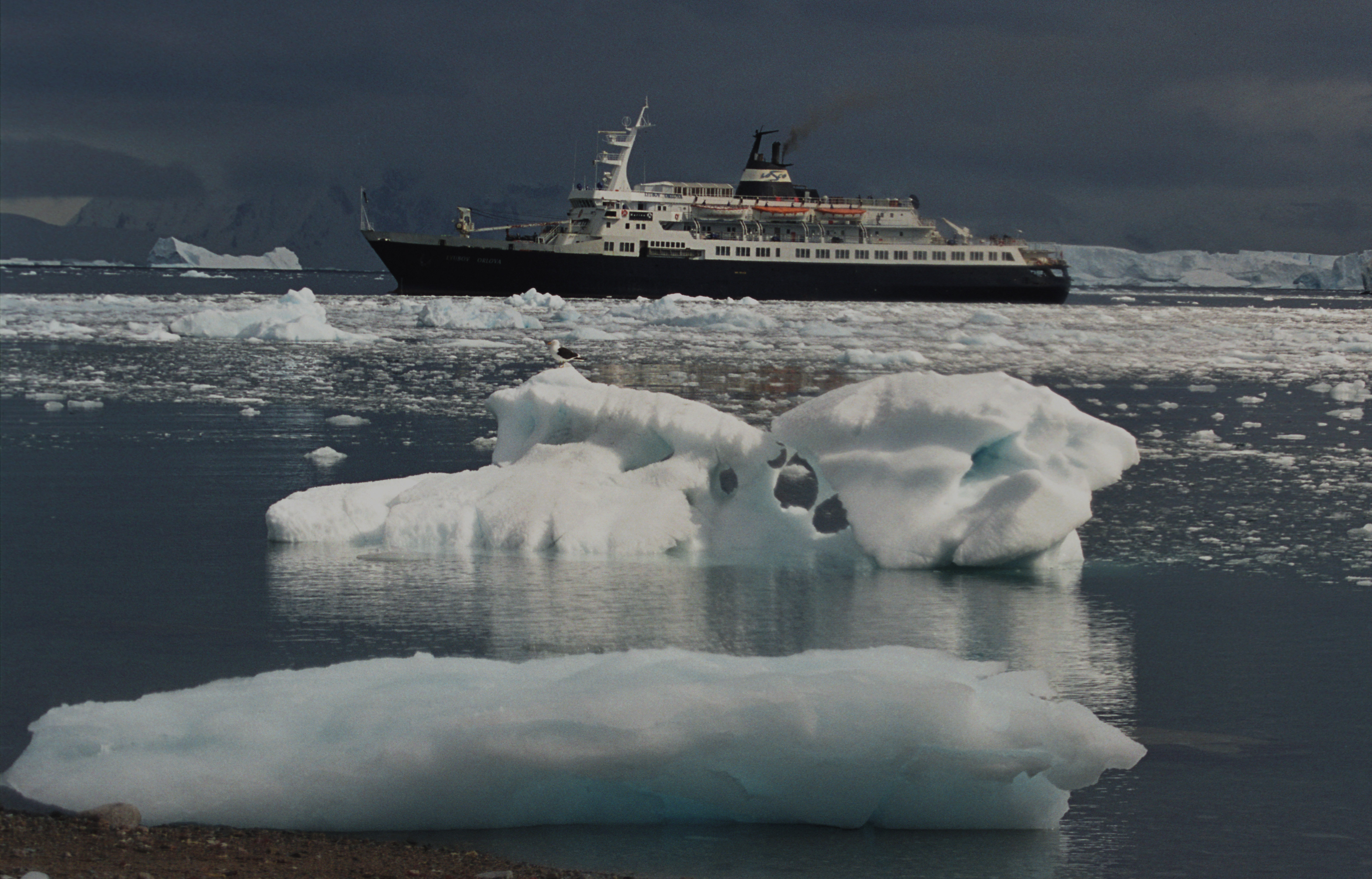
Le MV Lyubov Orlova traversant Néko Harbor, Antarctique

Neko Harbor est un grau de la Péninsule Antarctique sur la Baie Andvord, situé sur la côte ouest de la Terre de Graham. Neko Harbor a été découvert par l'explorateur belge Adrien de Gerlache au début du XXe siècle. 
Le grau a été nommé le Néko en mémoire d'un bateau usine écossais du même nom qui opérait dans cette zone entre 1911-1912 et 1923-1924 .